# Joseph Merklin
Joseph Merklin (17 februari 1819 – 10 juli 1905) was een in Baden geboren orgelbouwer die later een Frans staatsburger werd. Tijdens zijn pensionering in 1898, was hij een 'Chevalier' van het Legioen van Eer en heeft hij in de 400 orgels gebouwd, gerestaureerd, of gerepareerd hoofdzakelijk in de kerken van België en Frankrijk.

## Leven en carrière
Merklin werd geboren in Oberhausen in Baden en werd technisch getraind door zijn vader en dan door Friedrich Hasse in Bern en  Eberhard Friedrich Walcker in Ludwigsburg. Hij heeft in België zijn eigen firma gesticht in 1843 en heeft later samengewerkt met zijn schoonbroer, Friedrich Schütze, die de naam van hun frima veranderde in Merklin, Schütze & Cie. In 1855 heeft hij de Ducroquet firma uitgekocht in Parijs en begon hij te werken bijna uitsluitend in Frankrijk. Drie jaar later heeft hij de kompanie Société Anonyme pour la Fabrication des Orgues, Établissement Merklin-Schütz gereorganiseerd. De in 1867 gebouwde groot orgel voor de Basiliek van St. Epvre in Nancy werd bekroond met een gouden medaille in de Exposition Universelle te Parijs waardoor Merklin een chevalier werd van de Legion d'Honeur.
Merklin moest Frankrijk verlaten door de Frans-Pruisische oorlog. Nadat de oorlog eindigde, werd hij een genaturaliseerd Frans staatsburger en heeft hij in 1872 een filiaal gesticht in Lyon. In 1879, heeft hij de helft van de aandelen gegeven in de Lyon kompanie aan Charles Michel, die met Merklin zijn dochter Marie-Alexandrine is getrouwd in 1875. Na interne spanningen in de kompanie, heeft Merklin de kompanie doorgegeven aan zijn schoonbroer, Joseph Schütze , in het jaar 1894 , die het bedrijf verder heeft gezet onder de naam Michel-Merklin, ondanks Merklin zijn wensen. Merklin zijn laatste firma was in Parijs, gevestigd met Philipe decock en Joseph Gutschenritter.
Merklin zijn pensioen was in 1898. Hij is gestorven in Nancy toen hij 86 jaar was. In zijn leven heeft hij in de 400 orgels gebouwd, gerestaureerd, of gerepareerd hoofdzakelijk in de kerken van België en Frankrijk. Veel van de orgels die gebouwd zijn in Frankrijk zijn nu geclassificeerde historische monumenten door het Franse ministerie van cultuur. Zijn kleinzoon, Charles-Marie Michel, was een veelbelovend organist en student van Louis Vierne, maar is gestorven in 1897 toen hij 20 jaar was. Zijn Neef albert Merklin (1892 – 1925), werd een orgelbouwer. Hij ging naar Madrid tijdens het uitbreken van Wereldoorlog I om een firma daar te vestigen en schreef een verhandeling over de geschiedenis en constructie van Spaanse orgels in 1924.

## Locatie van Merklin-orgels
Kerken met orgels van Merklin die gerestaureerd, of gebouwd zijn omvatten:
- De kathedraal van Murcia, Murcia, Spanje.
- Onze-Lieve-Vrouw van Clignancourt, Parijs, Frankrijk.
- De kathedraal van La Rochelle, La Rochelle, Frankrijk.
- De kathedraal van Guadalajara, Guadalajara, Mexico.
- Het orgel van Sint-Salvatorkerk Wieze.
- De kathedraal van Monterrey, Nuevo León, Mexico.
- O.L.V. -ten-Poel-Kerk, Tienen, België.
- Sint-Bartolomeüskerk, Luik, België.
- Sint-Eugenius-Sint-Cecilia, Parijs, Frankrijk.
- Sint-Joris, Lyon, Parijs.
- Sint-Michiel Basiliek, Parijs, Frankrijk.
- Sint-Pieterskerk, Vorselaar, België.
- Kathedraal van Strasbourg, Straatsburg, Frankrijk.
- Grote synagoge, Parijs, Frankrijk.
- Temple du Marais, Parijs, Frankrijk.
- Temple Neuf, Straatsburg.
- Sint-Michielskerk, Rijsel, Frankrijk
- Trinità dei Monti, Rome, Italië.
- Kathedraal van Troyes, Troyes, Frankrijk.
- O.L.Vrouw Bezoekingkerk te Meer, Hoogstraten.
- Kapel van het Instituut Van Celst te Antwerpen.
- Sint-Vincentiuskerk, Evere.
- kathedraal van Saint Front(Périgueux), Frankrijk